# Oligotoma tillyardi
Oligotoma tillyardi är en insektsart som beskrevs av Davis 1936. Oligotoma tillyardi ingår i släktet Oligotoma och familjen Oligotomidae. Inga underarter finns listade i Catalogue of Life.